# Bronislava Krištopavičienė
Bronislava Krištopavičienė (Kublichi, 3 settembre 1899 – Kaunas, 14 marzo 1969) è stata una donna lituana, riconosciuta come giusta tra le nazioni da Yad Vashem per aver salvato quattro ebrei, tra cui una bambina, durante l'Olocausto.

## Biografia
Bronislava Krištopavičienė nacque nel 1899 (secondo altre fonti nel 1888) nel villaggio bielorusso di Kublichi. In seguito si trasferì a Kovno, in Lituania, rimanendovi per il resto della sua vita. Suo marito Povilas Krištopavičius, un ufficiale dell'esercito lituano, fu arrestato dai sovietici nel 1940 e morì in un gulag in Siberia. Rimasta sola con il figlio adolescente, la Krištopavičienė si assicurò un posto di lavoro da infermiera in uno degli ospedali locali, lavorandovi per molti anni.
Nella primavera del 1944, la donna si offrì di aiutare una giovane ragazza ebrea, Zinaida Levina nata Sneider, la quale stava disperatamente cercando qualcuno a cui affidare la figlioletta Anita (nata nel 1941) per salvarla dalla liquidazione del ghetto ebraico di Kovno in cui era internata. La Krištopavičienė riuscì a portare la bambina fuori dal ghetto e a nasconderla presso alcuni amici fuori città. In estate tornarono nel suo appartamento di città, e Anita fu fatta passare per una parente orfana della donna.
Nel luglio del 1944, Zinaida fuggì dal ghetto e trovò anch'ella ospitalità presso la Krištopavičienė, assieme ad una coppia ebrea di nome Kasimov. Tutti sopravvissero alla guerra fino alla liberazione di Kovno da parte dell'Armata Rossa, avvenuta il 1º agosto 1944.
Il marito e il padre di Zinaida, Grigory Levin e Josef Sneider, furono deportati nel campo di concentramento di Dachau, dove perirono, mentre la madre, Sterla Sneider, fu uccisa nel campo di concentramento di Salaspils.
Dopo la guerra, Zinaida si risposò e si stabilì a Vilnius con la figlia e il nuovo marito; ad Anita fu inizialmente tenuta nascosta l'identità del suo padre biologico. La ragazza si mantenne in stretto contatto con la Krištopavičienė, rimanendole vicina soprattutto in seguito alla tragica morte del suo unico figlio, ucciso da alcuni nazionalisti lituani.
Bronislava Krištopavičienė morì a Kovno nel 1969. Il 25 dicembre 2006 fu riconosciuta come giusta tra le nazioni da Yad Vashem per il suo atto di altruismo.